# Veliki kralj
Veliki kralj (grč. βασιλεύς μέγας basileus megas) je kralj koji vlada nad više kraljeva.  
Već su vladari Akada uzeli naslov veliki kralj, a poslije njih hetitski i asirski (Šarru rabû šarru) kraljevi. Čak su se i vladari malih kraljevstava poput kasnohetitskoga Tabala, uzimali naslov veliki kralj, ako su vladali nad više knezova. 
Za vrijeme Ahemenida taj je naslov bio karakterističan za perzijske vladare. Poslije njih se osobito partska dinastija Arsakida tako titulirala. U doba Sasanida uobičajena je bila titula „kralj kraljeva“ (šahanšah, „Šahanšah“). Titulu  „veliki kralj“ očito su nosili prijestolonasljednici iz te dinastije, ali je danas u povijesnoj znanosti uobičajeno da se i sasanidske vladare titulira naslovom veliki kralj. 